# Balzac (Charente)
Balzac é uma comuna francesa na região administrativa da Nova Aquitânia, no departamento de Charente. Estende-se por uma área de 9,64 km². Em 2010 a comuna tinha 1 375 habitantes (densidade: 142,6 hab./km²).